# Francesco Bruyere

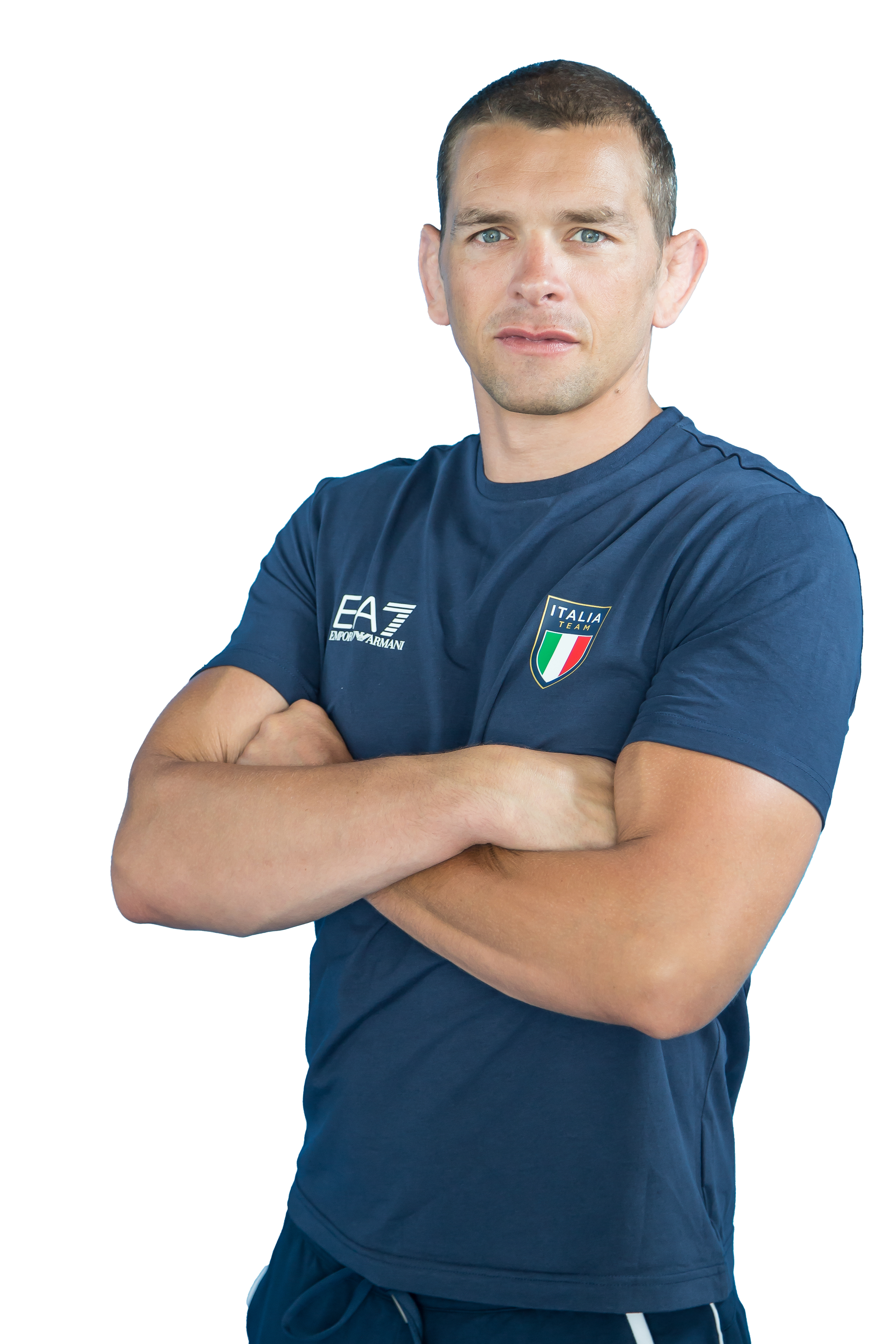
Francesco Bruyere, 2018

Francesco Bruyere (* 27. August 1980 in Carmagnola) ist ein ehemaliger italienischer Judoka. Er war Weltmeisterschaftszweiter 2005.

## Sportliche Karriere
Francesco Bruyere begann seine Karriere in der Gewichtsklasse bis 66 Kilogramm. 1999 war er Dritter der Junioreneuropameisterschaften.
Von 2000 bis 2008 kämpfte er im Leichtgewicht, der Gewichtsklasse bis 73 Kilogramm. 2003 siegte er bei den italienischen Meisterschaften. 2004 belegte er den fünften Platz bei den Europameisterschaften. Ende 2004 war er Zweiter der Weltmeisterschaften der Studierenden. 2005 gewann Bruyere das Weltcup-Turnier in Rom. Bei den Weltmeisterschaften 2005 in Kairo besiegte er im Viertelfinale den Spanier Kiyoshi Uematsu und im Halbfinale den Niederländer Henri Schoeman. Nach seiner Finalniederlage gegen den Ungarn Ákos Braun erhielt Bruyere die Silbermedaille.
Anfang 2006 siegte Bruyere beim Jigoro Kano Cup in Tokio. Bei den Europameisterschaften 2006 belegte er den siebten Platz. 2007 schied er bei den Weltmeisterschaften in Rio de Janeiro in seinem Auftaktkampf gegen den Portugiesen João Pina aus. Ende 2007 erreichte er wie im Vorjahr das Finale beim Jigoro Kano Cup, diesmal unterlag er dem Südkoreaner Wang Ki-chun.
2008 stieg Francesco Bruyere ins Halbmittelgewicht auf, die Gewichtsklasse bis 81 Kilogramm. Er blieb noch bis 2012 aktiv, erreichte aber bei internationalen Meisterschaften keinen Platz unter den besten acht Kämpfern. 2011 gewann er in Tallinn und in Miami zwei Weltcupturniere, sechs Jahre nach seinem ersten Weltcupsieg in Rom.